# Jan Łebkowski

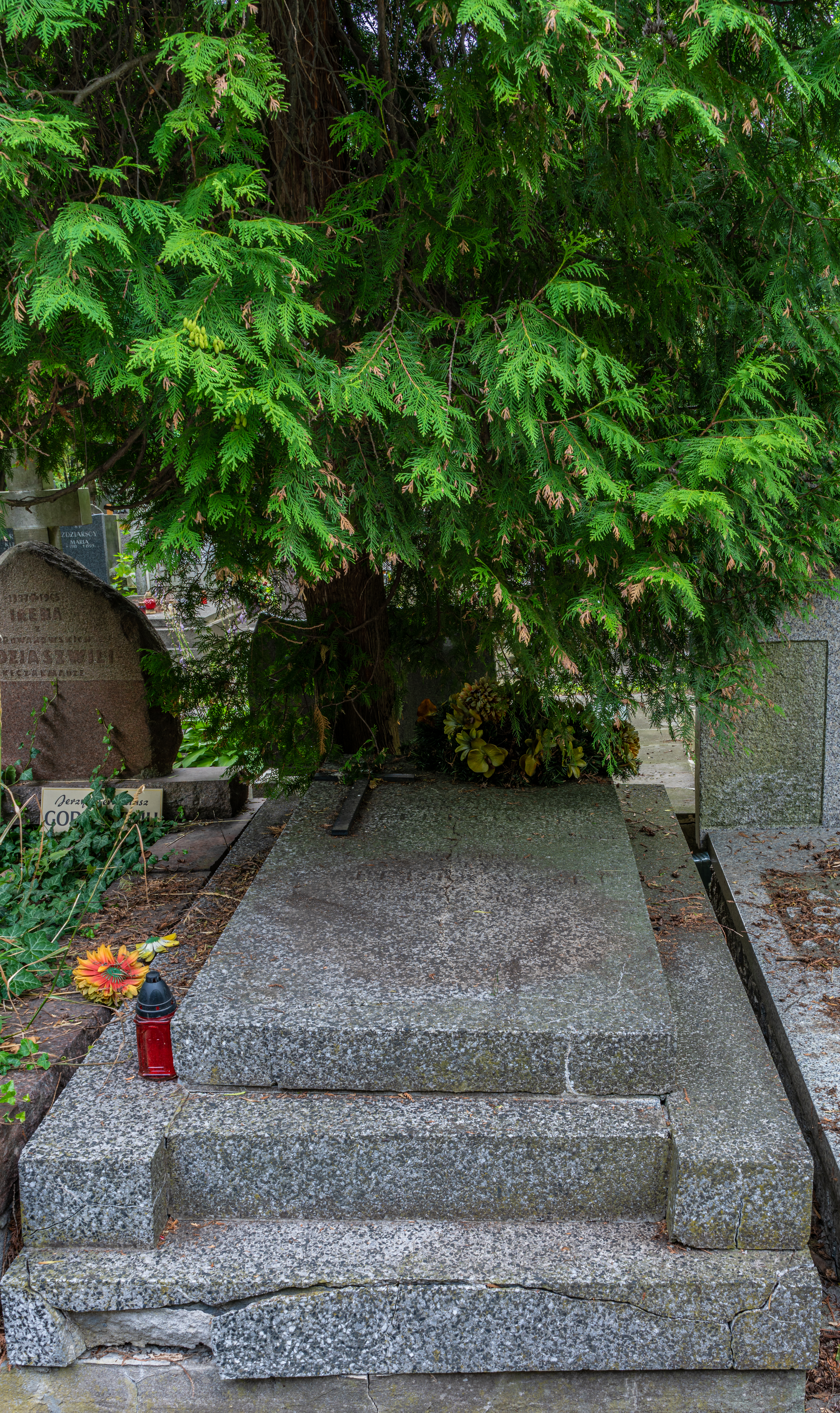
Grób Jana Łebkowskiego na cmentarzu Powązkowskim

Jan Czesław Łebkowski (ur. 13 lutego 1889 w Warszawie, zm. 14 sierpnia 1967 tamże) – inżynier ogrodnik, planista.

## Życiorys
Był synem urzędnika państwowego Adolfa Gustawa Łebkowskiego i córki rolnika Joanny z Cholewiuszów. W 1907 r. ukończył z odznaczeniem Średnią Szkołę Ogrodniczą przy ul. Nowogrodzkiej. Następnie zdobywał wiedzę praktyczną zwiedzając sady, ogrody, szkółki drzew, plantacje na Krymie i Kaukazie, od 1908 do 1911 we Francji, następnie w Belgii, Szwajcarii i Austrii. Po powrocie do Polski w 1913 r. rozpoczął pracę jako główny ogrodnik Łazienek i Belwederu, zatrudniony przez Wydział Zieleni miasta Warszawy.
W 1914 r. został powołany do rosyjskiej formacji saperów, w której służył do 1918 r. W czasie wojny polsko-bolszewickiej brał udział w budowie fortyfikacji stolicy. Powrócił już wówczas do pracy w dziale ogrodniczym Wydziału Zieleni, a jednocześnie uczył w średniej szkole ogrodniczej: ogrodnictwa ozdobnego, kwiaciarstwa, drzewoznawstwa i rysunku technicznego. W 1922 r. został kierownikiem przeniesionego z ul. Koszykowej na ul. Chodkiewicza Miejskiego Zakładu Hodowli Roślin, a w 1926 r. zamieszkał tam wraz z żoną i dwoma synami w jednym z domków dla ogrodników. W ramach swoich obowiązków Jan Łebkowski hodował dla potrzeb miasta rośliny doniczkowe, rabatowe, krzewy i drzewa ozdobne. Zieleń w Warszawie, zaprojektowana przez Leona Danielewicza, a urządzona i prowadzona zgodnie z założeniami autora przez Zakład, była jego wizytówką. Do palmiarni, urządzonej na Wyględowie przy ulicy Chodkiewicza przyjeżdżali, w ramach szkolenia, ogrodnicy z całego kraju.
Jan Łebkowski zajmował się również projektowaniem ogrodów, brał udział w konkursach planistycznych organizowanych w dużych miastach (m.in. Łodzi, Warszawie). Zdobywał na nich medale: złoty, srebrny i brązowy oraz inne nagrody. W 1926 r. w konkursie na rozplanowanie Parku Łazienkowskiego zajął II miejsce. W całym swoim przedwojennym dorobku miał 114 projektów ogrodów. Zaprojektował m.in. ogród przyklasztorny oo. jezuitów przy ul. Rakowieckiej i park na stokach Cytadeli w Warszawie. W 1927 r. ponownie pojechał do Belgii i Francji w ramach współpracy i wymiany doświadczeń.
W 1933 r. postanowił dalej się kształcić. Zdał egzamin dojrzałości jako ekstern i rozpoczął studia na Wydziale Ogrodniczym SGGW, które ukończył w 1936 r. W 1944 r. w tajnym nauczaniu uzyskał tytuł doktora, potwierdzony po wojnie przez Radę Wydziału Ogrodniczego SGGW (19 maja 1945 r.) W tym samym roku został ponownie głównym ogrodnikiem Łazienek.
Od 1947 r. pracował już tylko jako nauczyciel w Zawodowej Szkole Ogrodniczej w Warszawie oraz Technikum i Zawodowej Szkole Terenów Zieleni w Radzyminie. Miał trzech synów. Pochowany jest na warszawskich Powązkach (kwatera 109-5-14).

## Publikacje
- Kwiaty dochodowe w gruncie. Warszawa 1930 r. SPK[3]
- Zakładanie ogródków ozdobnych. Praktyczne wskazówki dla właścicieli działek podmiejskich. Projekty, rośliny, kwietniki. Warszawa 1931, SPK
- Ogródki kwiatowe. Praktyczne wskazówki dla posiadaczy małych ogródków. Warszawa 1933, SPK
- Złocienie (Chryzantemy). Hodowla dla siebie i na sprzedaż. Warszawa 1933, SPK
- Drzewa ozdobne liściaste. Warszawa 1935, Towarzystwo Oświaty Rolniczej
- Dalje (georginie). Warszawa 1935, SPK
- Cieplarnie, oranżerie i inne budynki oszklone, ich budowa i użytkowanie. Warszawa 1936, SPK
- Kwiaciarstwo. Praca zbiorowa pod red. Jana A. Szendla, Państwowe Wydawnictwo Rolnicze i Leśne, 1960.

## Odznaczenia
- Złoty Krzyż Zasługi
- Srebrny Krzyż Kasługi
- Zasłużony nauczyciel PRL, tytuł honorowy